# Atlas V
El coet Atlas V és un vehicle de llançament no reutilitzable anteriorment construït per Lockheed Martin i ara construït per l'aliança d'empreses United Launch Alliance (ULA) de Lockheed Martin-Boeing. El coet consisteix d'un primer tram alimentat per querosè i oxigen líquid, que utilitza un motor RD-180 estatunidenc/rus fet per RD AMROSS, i un tram superior Centaur RL10 alimentat per hidrogen líquid–oxigen líquid, feta per Pratt & Whitney Rocketdyne. Algunes configuracions també utilitzen coets acceleradors fets per Aerojet. El carenat de la càrrega útil pot tenir 4 o 5 metres de diàmetre en tres llargades, fets per Oerlikon Space. El coet es produeix en Decatur, Alabama; Harlingen, Texas; San Diego, Califòrnia; i a la seu d'ULA, prop de Denver, Colorado. El conjunt d'aquests components són referits com el vehicle de llançament Atlas V.
En els seus 16 llançaments, des del seu primer llançament l'agost de 2002, fins al març de 2008, l'Atlas V ha tingut una proporció d'èxit gairebé perfecta. En un vol, NRO L-30, el 15 de juny de 2007, va ocórrer una anomalia quan el motor del tram superior del vehicle Centaur es va desconnectar abans del previst, deixant la càrrega útil - un parell de satèl·lits d'observació oceànica - en una òrbita més baixa del que la planejada. Tanmateix, el client, el National Reconnaissance Office, va classificar la missió com a èxit. L'Atlas V ha fet cinc vols amb èxit des de l'anomalia.